# عزیه
عزیه (عبری: עֻזִּיָּהוּ‎) دهمین پادشاه از پادشاهی یهودا و یکی از پسران آمازیا از یهودا بود.